# مجید حمید جعفر
مجید حمید جعفر (انگلیسی: Majid Jafar؛ زادهٔ ۱۹۷۶) تاجر و کارآفرین عراقی است. او در حال حاضر مدیر عامل شرکت کرسنت پترولیوم و دانا گس است. مجلهٔ خاورمیانه در لندن، او را به عنوان یکی از «پنجاه فرد عرب تأثیرگذار جهان» معرفی کرده‌است.